# Ринтала
Ри́нтала (фин. Rintala) — посёлок в Лахденпохском районе Республики Карелия, административно относится к Хийтольскому сельскому поселению.

## Общие сведения

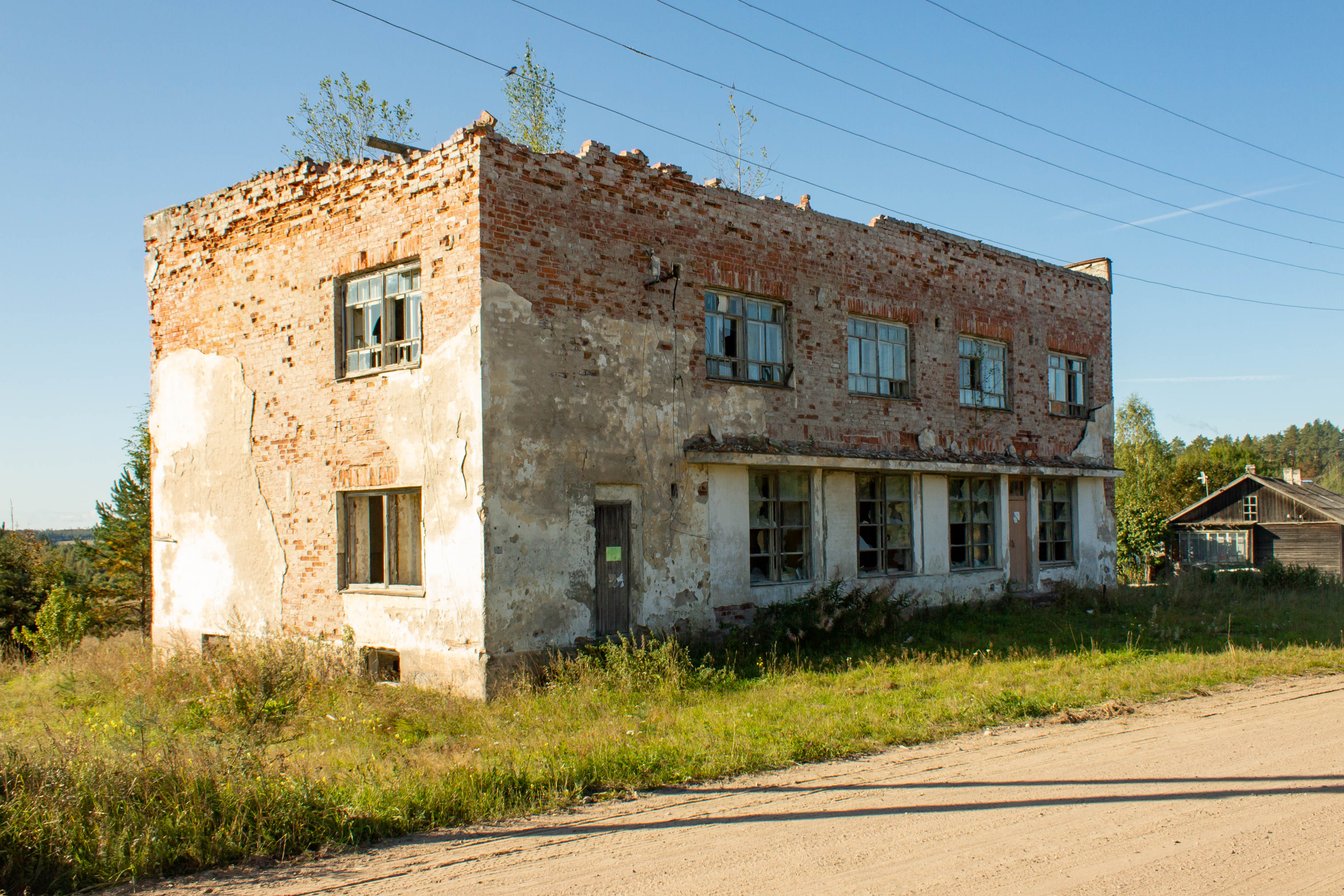
Здание бывшего кооперативного магазина

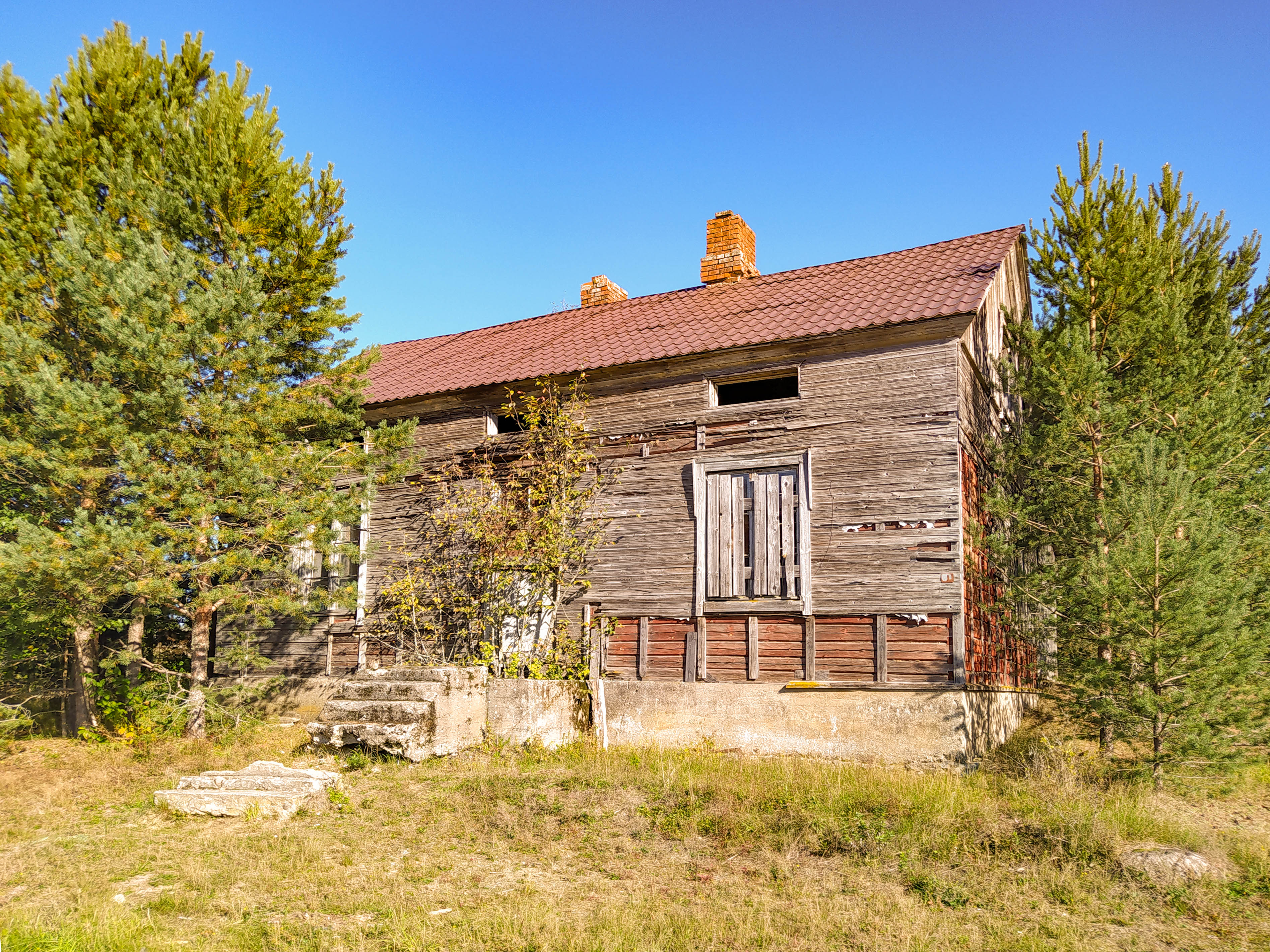
Жилой дом финской постройки

Расположен на берегу озера Эйтъярви. Через посёлок проходит дорога местного значения 86К-118 («Ринтала — Хийтола»). Расстояние до районного центра Лахденпохья — 73 км, до Хийтолы — 19 км.
Вследствие отдалённости от крупных населённых пунктов посёлок занесён в Перечень труднодоступных и отдалённых местностей в Республике Карелия.
В посёлке имелся до 2014 года продуктовый магазин, имеются остатки финской кирхи 1907 года постройки в стиле деревянного модерна.

## Население
| 2002 | 2009 | 2010 | 2013 |
| ---- | ---- | ---- | ---- |
| 68   | ↗70  | ↘42  | ↗47  |